# Вулиця Бориса Чичибабіна (Харків)
Ву́лиця Бориса Чичиба́біна — вулиця у Задержпром'ї у Шевченківському районі Харкова. Довжина 760 метрів. Починається від Клочківського узвозу, перетинається з вулицями Юри Зойфера і Леся Курбаса. Закінчується на перетині з проспектом Науки. Забудована переважно багатоповерховими радянськими будинками 1930-х років. Названа на честь українського поета, Бориса Чичибабіна, який жив і працював у Харкові.

## Будинки
Будинок № 1 Житловий будинок Військового відомства («Воєнвед»). Побудований в 1937 р. за проєкт українського архітектора Петра Юхимовича Шпари (за консультації академіка О. М. Бекетова).Пам'ятка архітектури Харкова.
Будинок № 2 Житловий будинок «Профробітник». Побудований у 1930-ті
Будинок № 4 Житловий будинок «Червоний хімік»
Будинок № 7 «Будинок спеціалістів»

## Галерея

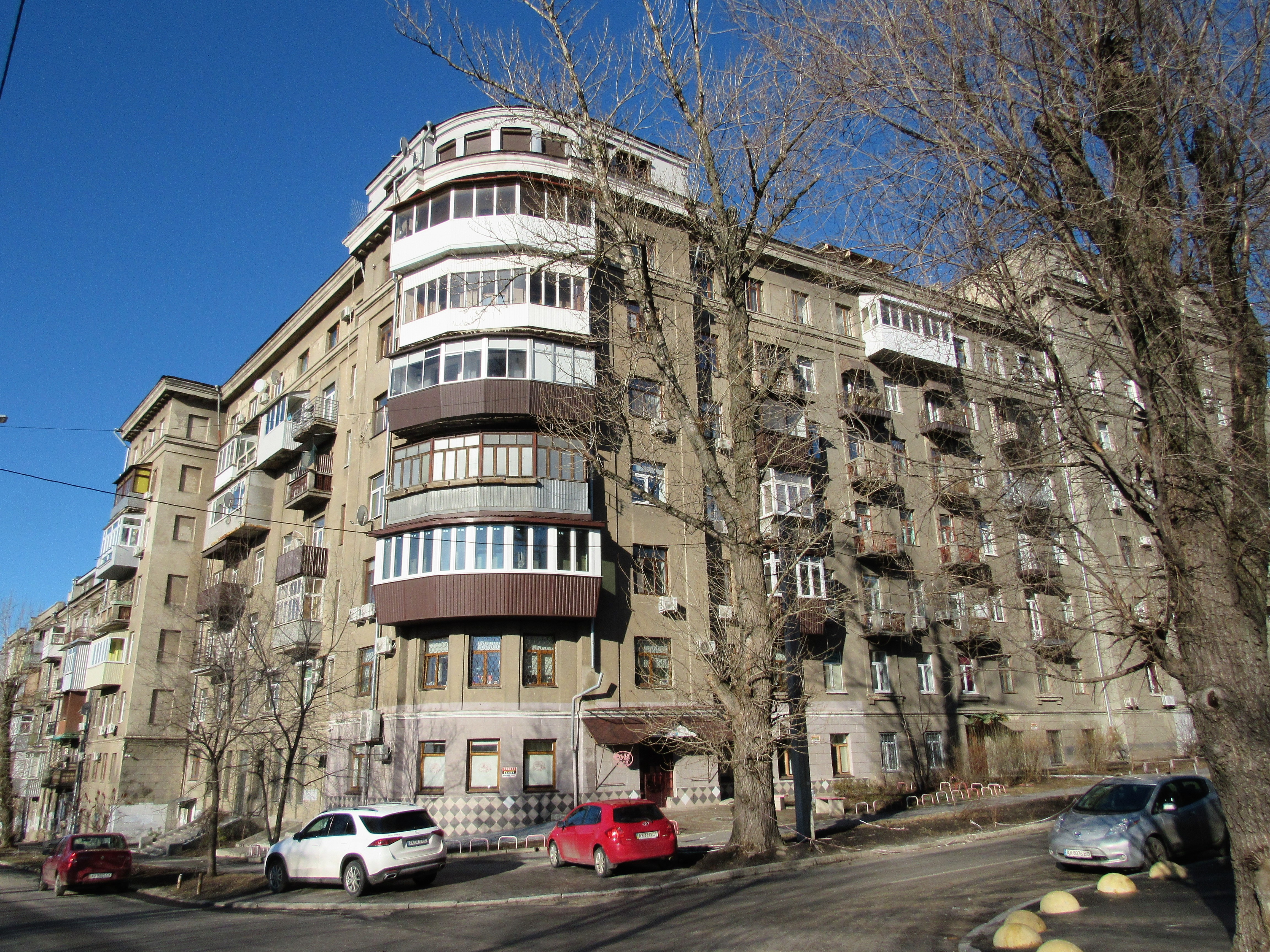
Будинок №1
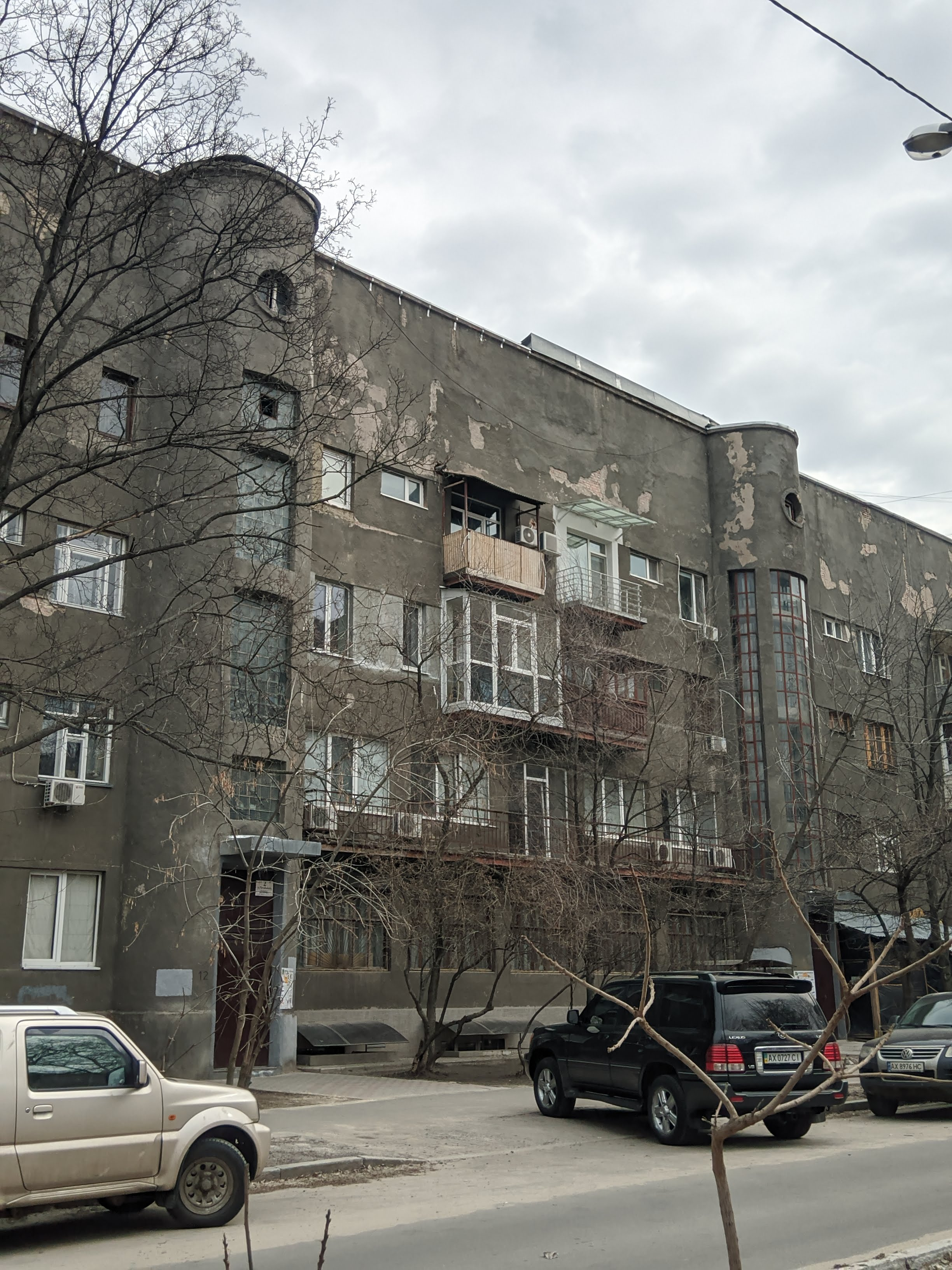
Будинок №2
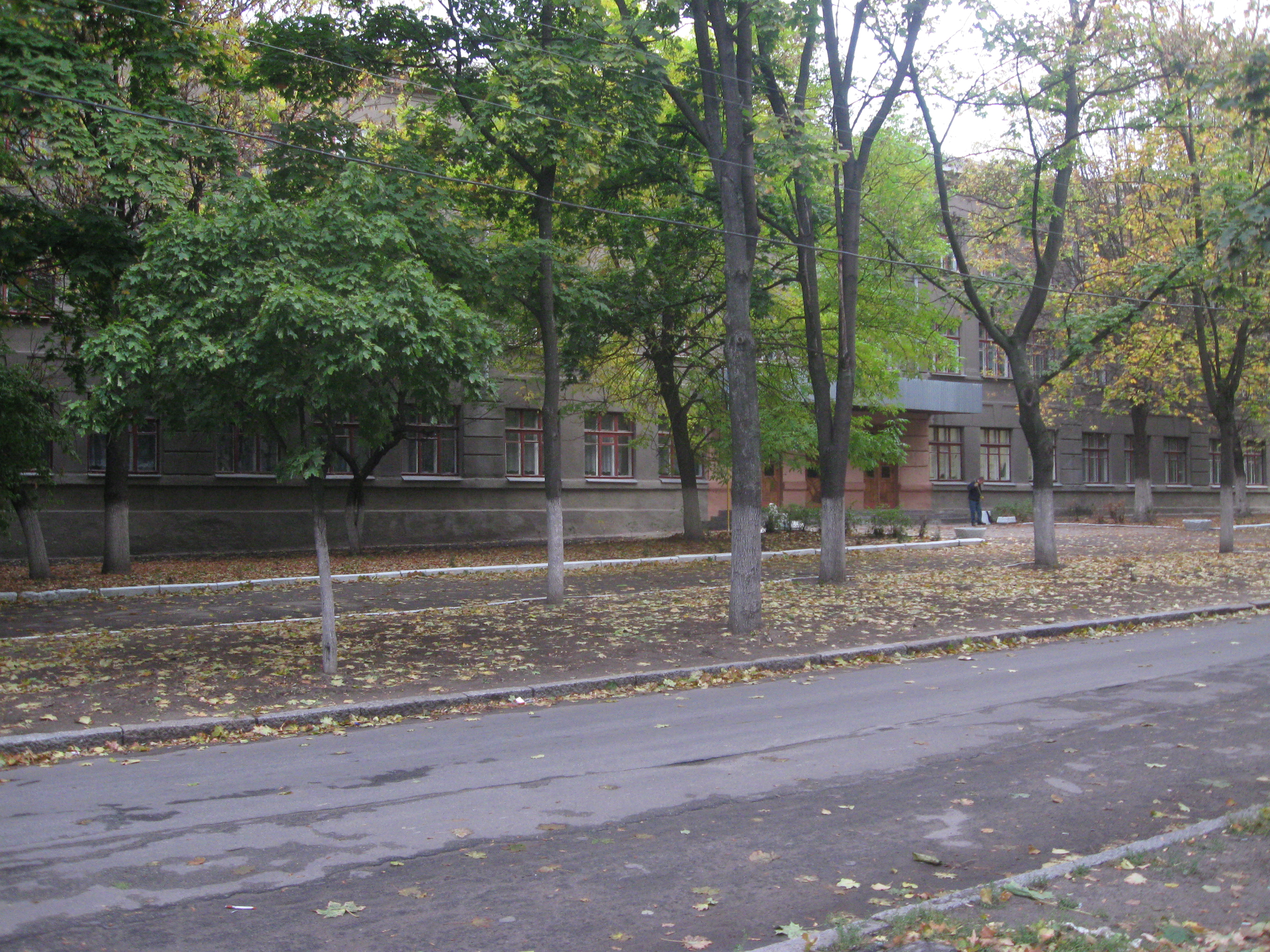
Школа №131
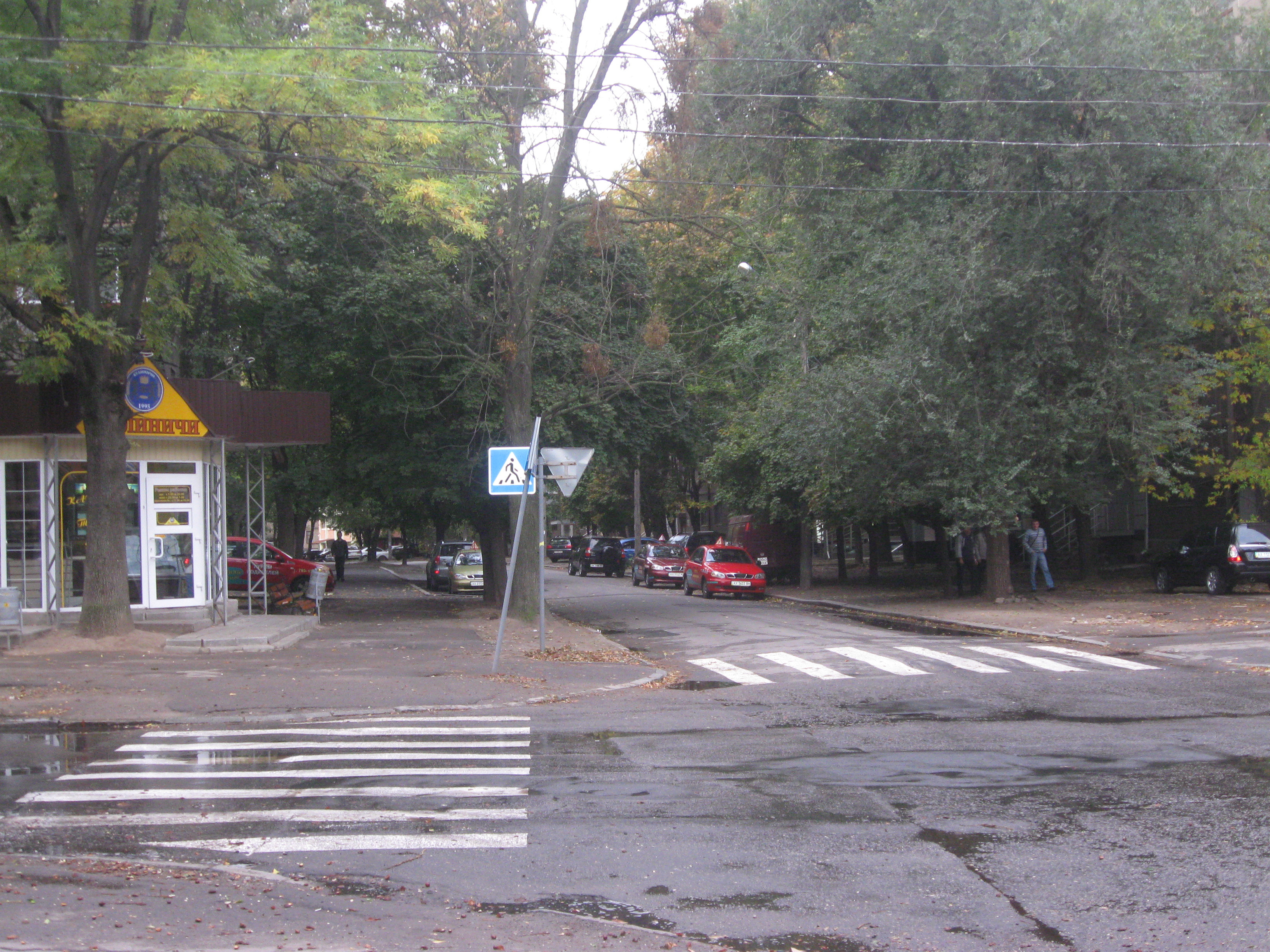
Перехрестя вул. Бориса Чичибабіна і Ромена Ролана
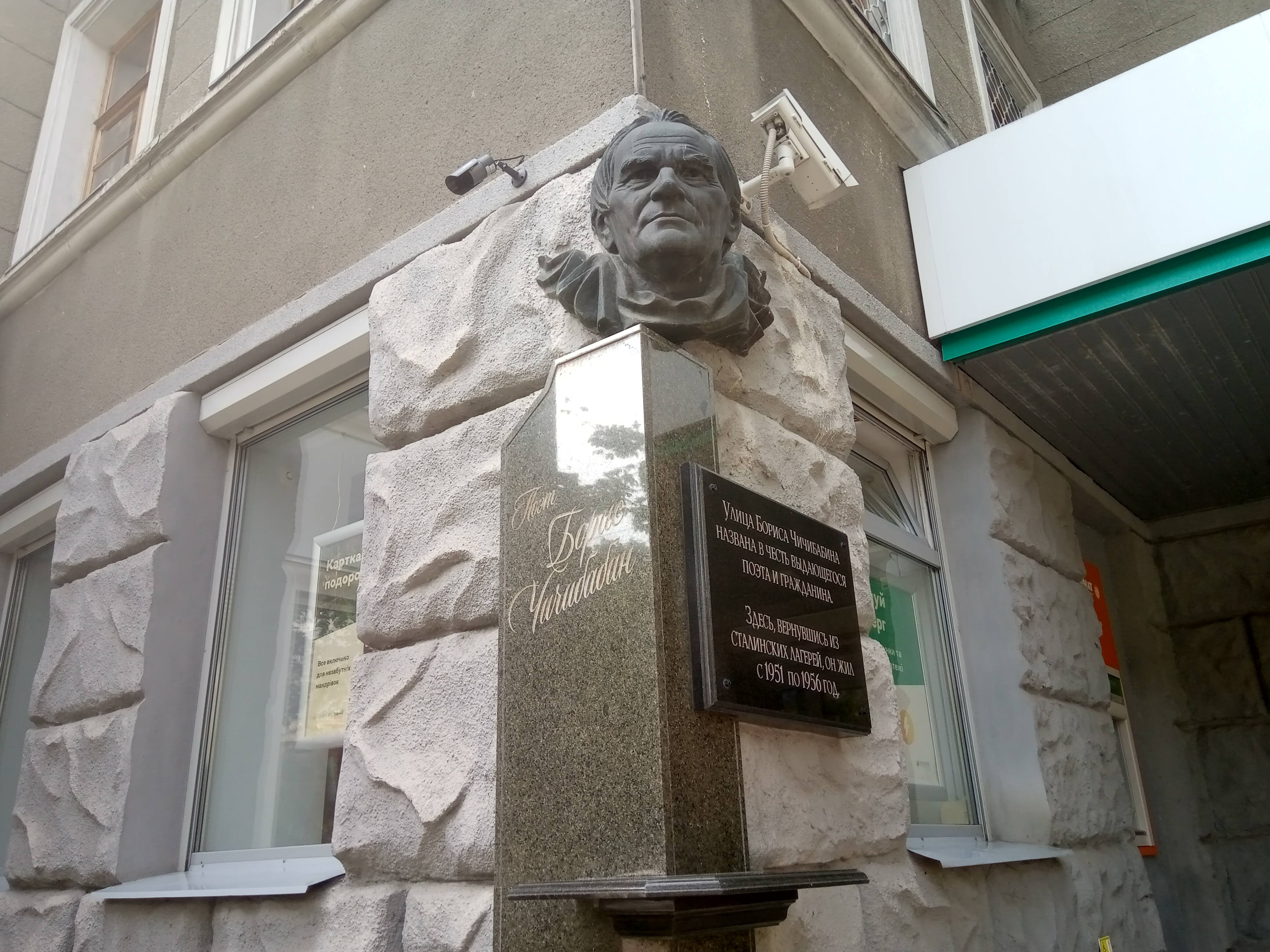
Меморіальна табличка на честь Бориса Чичибабіна у кінці вулиці